# Liste Kandeler Persönlichkeiten
Die folgende Übersicht enthält bedeutende Persönlichkeiten mit Bezug zu Kandel (Pfalz), geordnet nach Ehrenbürgern, Person, die in der Stadt geboren wurden bzw. in Kandel gewirkt haben. Die Liste erhebt keinen Anspruch auf Vollständigkeit.

## Ehrenbürger
- 1875: Friedrich Wilhelm Müller (1811–1876), Richter[1]
- 1919: Ludwig Metzler (1839–1920), protestantischer Pfarrer[2]
- 1980: Maria Wiesheu (Ordensname: Sr. Himeria) (1903–1982)[3], Mitglied des Ordens der Schwestern vom Göttlichen Erlöser (Niederbronner Schwestern), Provinz Pfalz, Esthal, lange Jahre tätig als Gemeinde- und Krankenschwester in Kandel
- 1991, 6. Januar: Oskar Böhm (1916–2001), 1955–1989 Bürgermeister der Stadt Kandel, 1972–1981 Bürgermeister der Verbandsgemeinde Kandel[4]

### Ehemalige Ehrenbürger
- 31. März 1933 - 5. Dezember 2019: Adolf Hitler, Reichsführer
- 31. März 1933 - 5. Dezember 2019: Josef Bürckel, Gauleiter

## Söhne und Töchter der Stadt

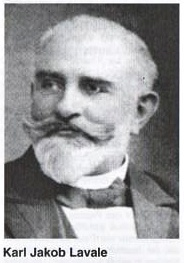
Jakob von Lavale

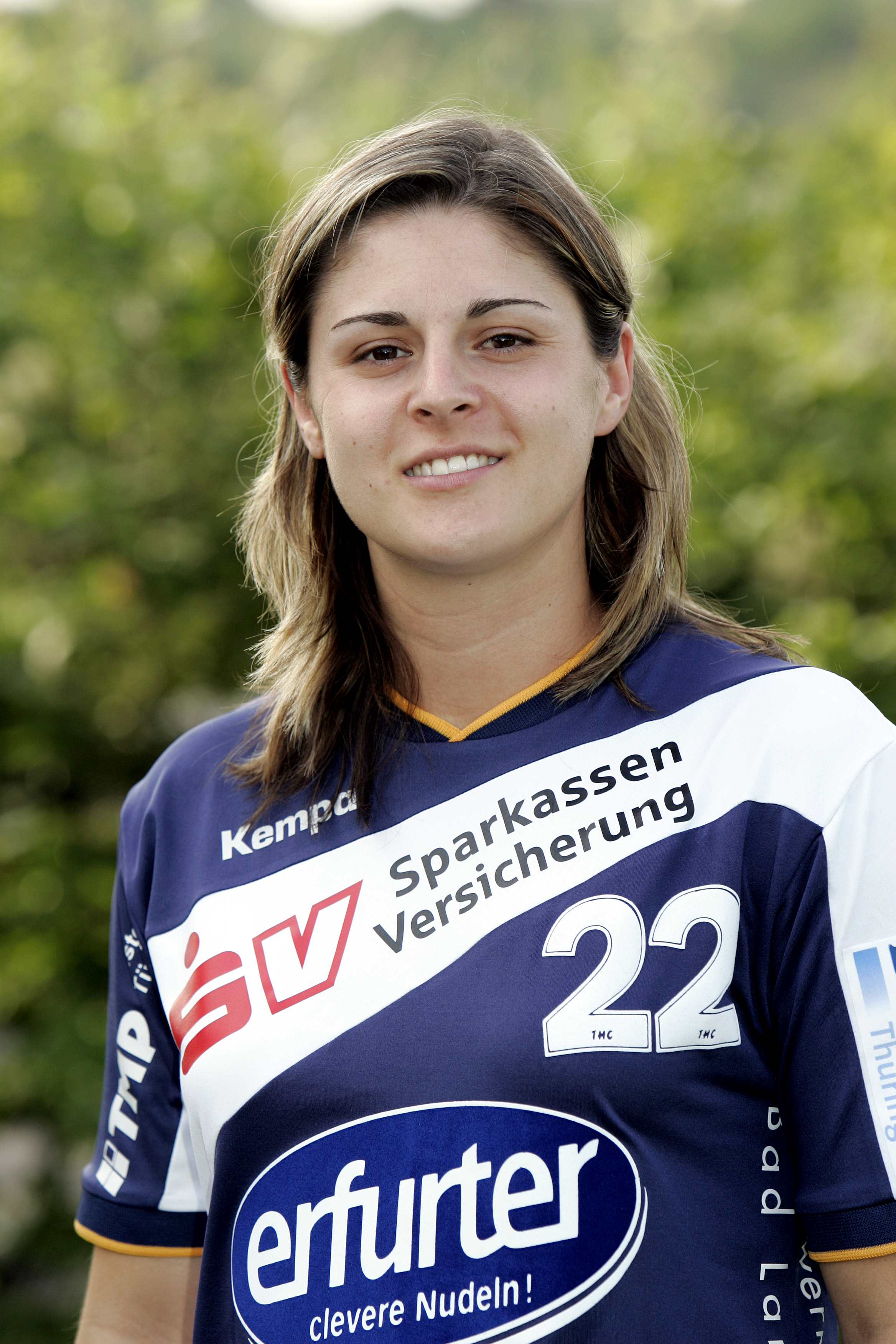
Nadine Härdter

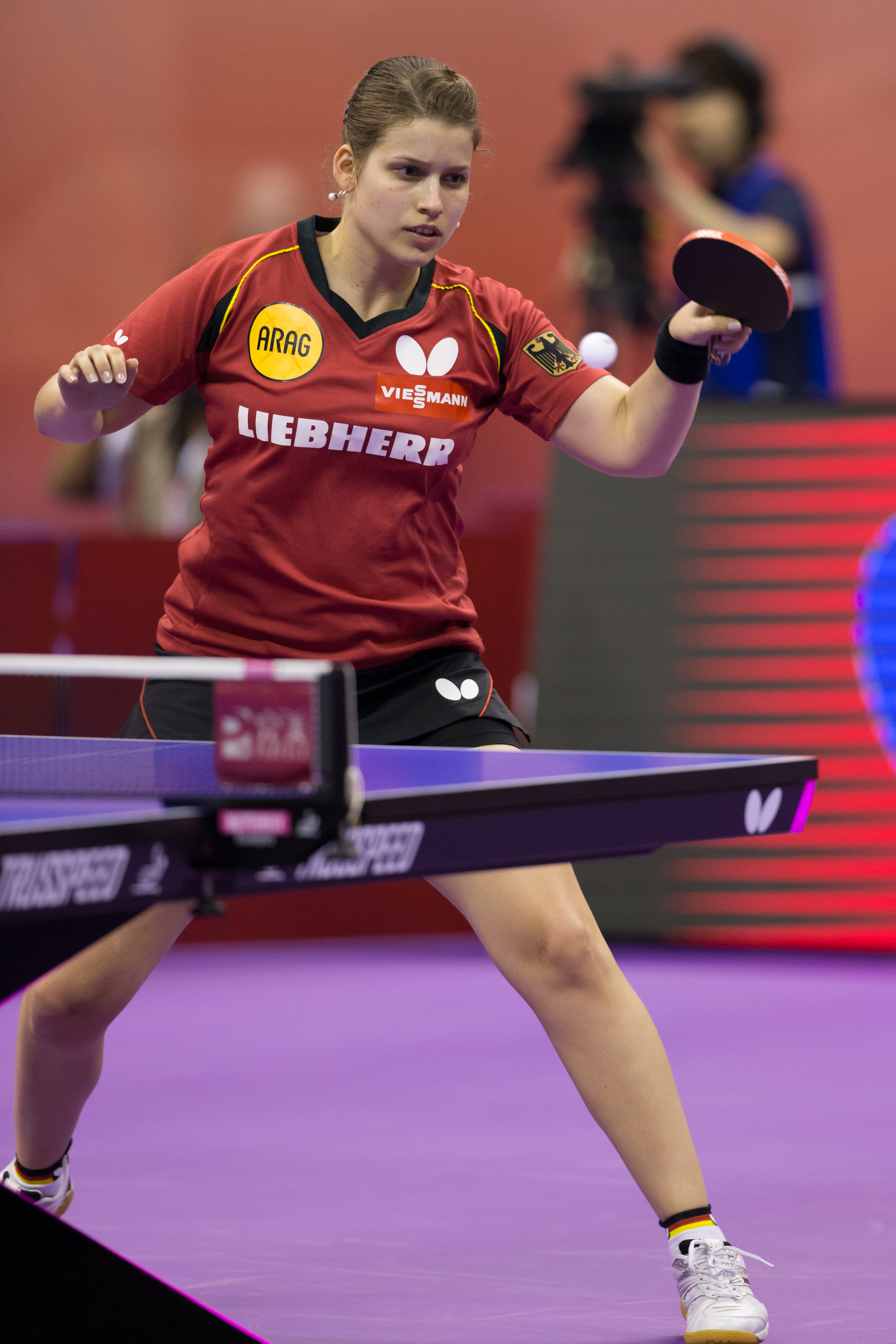
Petrissa Solja

### Vor 1900
- Franz Michael Leuchsenring (1746–1827), Autor
- Philipp Franz Weigel (1814–1895), deutsch-amerikanischer Mediziner und Revolutionär
- Jakob von Lavale (1843–1925), Eisenbahnunternehmer
- Karl Siegel (1884–1969), Präsident des Oberlandesgerichts Zweibrücken

### 20. Jahrhundert

#### 1901 bis 1960
- Oskar Böhm (1916–2001), Politiker (SPD)
- Kurt Jung (1925–1989), Politiker (FDP)
- Hans Wesely (1930–1987), Maler und Grafiker
- Werner Mühl (* 1937), Mundartdichter
- Eugen Julius Niederer (* 1947), Träger des Verdienstorden des Landes Rheinland-Pfalz
- Bernhard Kunz (* 1948), Presse- und Sportfotograf
- Ingrid Persohn (* 1952), Radsportlerin und dreifache Deutsche Meisterin
- Gertraud Hamburger (1953–2020), Malerin
- Winfried Lieber (* 1955), Elektroingenieur

#### 1961 bis 2000
- Vera Reiß (* 1961), Politikerin (SPD)
- Almut Getto (* 1964), Regisseurin
- Christian Schmidt-David (* 1967), Dokumentarfilm-Regisseur
- Joachim Geil (* 1970), Autor und Lektor
- Thomas Gebhart (* 1971), Politiker (CDU)
- Pia Winkelblech (* 1975), Leichtathletin
- Gerlinde Lenske (* 1979), Leichtathletin
- Anna König (* 1980), Schauspielerin und Sprecherin
- Martin Brandl (* 1981), Politiker (CDU)
- Nadine Härdter (* 1981), Handballspielerin
- Daniela Graf (* 1982), Profi-Kickboxerin
- Manuel Hornig (* 1982), Fußballspieler
- Florian Bellaire (* 1985), Politiker (CDU)
- Philipp Seitle (* 1985), Handballspieler
- Elisa Agbaglah (* 1990), Schauspielerin
- Amelie Solja (* 1990), Tischtennisspielerin
- Drangsal (* 1993), Musiker
- Yannick Harms (* 1994), Volleyballspieler
- Pascal Ackermann (* 1994), Radrennfahrer
- Petrissa Solja (* 1994), Tischtennisspielerin
- Janina Meißner (* 1995), Fußballspielerin
- Leon Bauer (* 1998), Boxer

## Personen, die vor Ort gewirkt haben

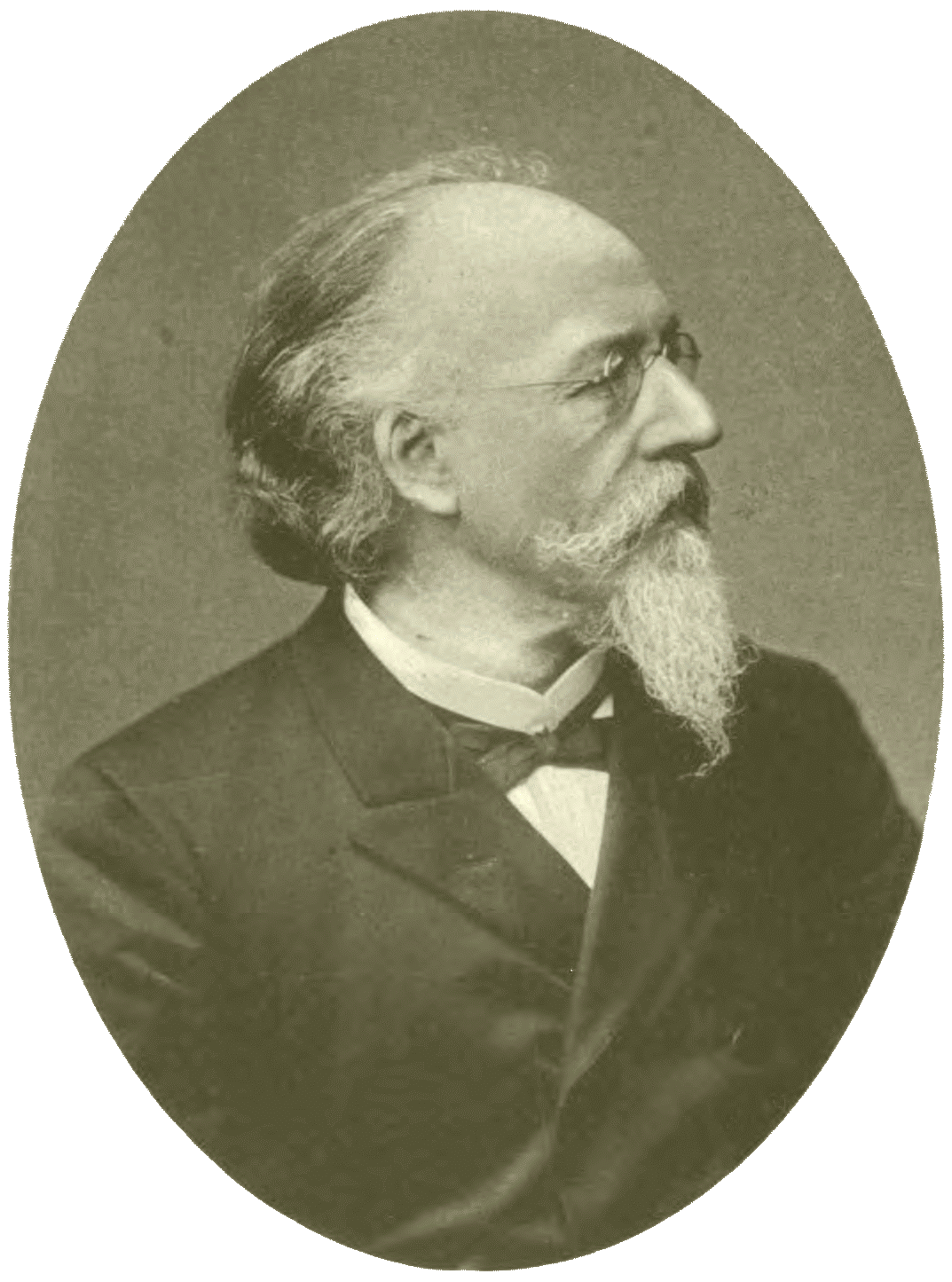
Albert Hilger

- Adelheid von Baden (* vor 1263–1295), Zisterzienserin, erhielt 1270 von Agnes Bosman die Hälfte ihrer Güter in Minderslachen
- Wilfried Bauer, Fotograf
- Thomas Bierling, Musiker und Musikproduzent, verbrachte seine Jugendzeit in Kandel
- Terefe Desalegn, nahm 2001 vor Ort an einem 10.000-Meter-Lauf teil
- Michael Ehrhart, lebte und arbeitete in Kandel
- Karl Garatwa (1929–1998), Fußballspieler, war nach dem Zweiten Weltkrieg im Lager Kandel untergebracht
- Albert Haueisen, starb vor Ort
- Walter Heid, besuchte vor Ort die kaufmännische Berufsschule
- Sabine Heinrich, nahm 1994 an den Süddeutschen Marathon-Meisterschaften in Kandel teil
- Karl Christian Heyler (1755–1823), Pädagoge, Altphilologe, Publizist und Fachautor; 1810–1823 prot. Pfarrer von Kandel
- Albert Hilger, absolvierte vor Ort ab 1854 eine Apothekerlehre
- Armin Hott, Künstler
- Adolf Kessler, gestaltete 1938 ein Fresko in der Friedhofshalle
- Felix Lampert (* 1982), Schauspieler, lebte nach der Wende in der Stadt
- Werner Laubscher (1927–2013), Lehrer und Autor, war bis zu seiner Pensionierung im Jahr 1991 Leiter der örtlichen Realschule
- Dörthe Muth (1932–2019), Lehrerin, Politikerin, Richterin am Verfassungsgerichtshof Rheinland-Pfalz, war von 1985 bis 1992 Konrektorin der Grundschule Kandel
- Silvia Nußbaumer, nahm 1993 am Bienwald-Marathon teil
- Regina Pfanger (* 1957), Lehrerin und Autorin, war als Lehrerin an der IGS Kandel
- Erich Sauer, erlangte 1989 den ersten Preis im Ideenwettbewerb der Stadt
- Eugen Schmidt, kam 1861 kam als Ergänzungsrichter nach Kandel
- Martin Schöneich, nahm 2009 vor Ort an einem Internationalen Holzbildhauersymposium teil
- Degan Septoadji (* 1967), deutsch-indonesischer Koch, Fernsehkoch und Gastronom, absolvierte im örtlichen Hotel zur Pfalz seine Ausbildung zum Koch
- Heiko Wildberg, Politiker, lebt in Kandel